# Гамбијски даласи
Даласи (dalasi; код валуте: GMD) је званична валута Републике Гамбије. Вредност једног даласија је еквивалентна вредности 100 бутута (butut). Даласи се користи као валута од 1971. године када је заменио гамбијску фунту са вредношћу: 1 фунта = 5 даласија; 1 даласи = 0,2 фунти = 4 шилинга.

## Ковани новац
Године 1971. пуштен ковани новац у апоенима о 1, 5, 10, 25 и 50 бутута, као и од 1 даласија. Један нови даласи је пуштен у оптицај 1987. године по угледу на 50 британских центи. Једино 25 и 50 бутута, као и 1 далси су тренутно у оптицају.

## Новчанице
У оптицају постоје новчанице у апоенима од 5, 10, 25 и 50 даласија. Новчанице од 1 даласија су стављане у оптицај од 1971. до 1987. Тренутне новчанице су издате 1996. и 2001. године.
27. јула 2006. издате су нове новчанице са сличним изгледом, али са већим стапеном заштите:
- 50 даласија